# Leganes
Leganes é um município de  segunda classe de renda municipal (d) na província Iloilo, nas Filipinas. De acordo com o censo de 1 de maio  de  2020 possui uma população de 34 725 pessoas e 8 145 domicílios.